# HMHS Britannic
L'HMHS Britannic, inizialmente ideata col nome di RMS Britannic è stata una nave ospedaliera britannica, destinata originariamente ad essere utilizzata come transatlantico da parte della compagnia marittima White Star Line; era il piroscafo gemello del RMS Olympic e dello sfortunato RMS Titanic naufragato nel 1912. Venne costruita a Belfast nel cantiere Harland & Wolff, il più grande cantiere navale dell'Irlanda del Nord, con acciaio proveniente dalla Scozia.
I tre transatlantici della classe Olympic erano stati ideati da Joseph Bruce Ismay, amministratore delegato della White Star Line, e da William James Pirrie, socio dei cantieri Harland & Wolff. Il Britannic era il più grande e sicuro dei tre transatlantici, essendo stato progettato per essere in grado di restare a galla anche con sei compartimenti stagni allagati, a seguito del naufragio del Titanic durante il suo primo viaggio.
La mattina del 21 novembre 1916 il Britannic fu scosso da un'esplosione causata da una mina navale della Marina imperiale tedesca nei pressi dell'isola greca di Ceo e affondò 55 minuti dopo. A bordo c'erano 1 066 persone, di cui 30 perirono; i 1 036 sopravvissuti furono salvati dall'acqua e dalle scialuppe di salvataggio. Il Britannic fu la nave più grande persa durante la prima guerra mondiale. Dopo il conflitto la White Star Line fu compensata per la perdita del Britannic con l'assegnazione come parte delle riparazioni del dopoguerra della SS Bismarck, entrata in servizio come RMS Majestic.
Il relitto è stato individuato ed esplorato da Jacques-Yves Cousteau nel 1975; si tratta della più grande nave passeggeri intatta sul fondo del mare.

## Caratteristiche
Le dimensioni del Britannic erano simili a quelle delle navi gemelle, ma furono modificate mentre si trovava ancora in costruzione dopo il disastro del Titanic. Con una lunghezza di 274 m, una larghezza di 29 m e una stazza di 48 158 t, superò le sue sorelle in termini di dimensioni, ma ciò non la rese la più grande nave in servizio in quel momento: la tedesca Vaterland deteneva questo titolo con un tonnellaggio più elevato.
La nave era spinta da un sistema misto, analogo a quello delle sue gemelle: due motori alternativi a vapore a triplice espansione movimentavano le eliche laterali a tre pale mentre una turbina Parsons utilizzava il vapore esausto dai due motori alternativi per azionare l'elica centrale a quattro pale, permettendo una velocità massima di 23 nodi. Le macchine alternative delle tre navi della classe Olympic rimangono ancora oggi le più grandi mai costruite in ambito nautico. Analogamente alle due navi gemelle, soltanto tre dei quattro fumaioli erano utilizzati per espellere i gas combusti del sistema propulsivo, mentre il quarto, quello disposto più a poppa, era stato aggiunto a scopo estetico e fungeva da condotto di ventilazione.

### Il nuovo progetto post-Titanic
A seguito della perdita del Titanic e delle successive inchieste, furono apportate diverse modifiche al progetto che vennero eseguite prima del varo. Queste modifiche includevano l'aumento della larghezza della nave a 29 m (1 m in più rispetto alle due navi gemelle) per consentire di installare un doppio scafo lungo i locali motori e caldaia e l'innalzamento di 6 delle 15 paratie stagne dal ponte E fino al ponte B. Venne inoltre installata una turbina da 18 000 cavalli (13 000 kW), più potente di quella da 16 000 cavalli (12 000 kW) in dotazione alle due precedenti navi, per far fronte all'aumento della larghezza dello scafo. I compartimenti stagni centrali furono potenziati, permettendo alla nave di rimanere a galla anche con sei compartimenti stagni allagati (due in più rispetto alle due navi gemelle in origine e uno in più rispetto all'Olympic dopo le migliorie apportate a seguito del disastro del Titanic).
Il cambiamento esterno più evidente fu il montaggio di grosse gru, ciascuna dotata di un motore elettrico e in grado di ammainare sei lance di salvataggio immagazzinate su cavalletti; la nave era stata originariamente progettata per avere otto serie di gru a cavalletto, ma solo cinque furono installate prima che entrasse in servizio di guerra, con la differenza compensata dalle barche ammainate da gru di tipo Welin azionate manualmente, come sul Titanic e sull'Olympic.
Altre lance di salvataggio potevano essere sistemate alla portata delle gru sul tetto della tuga, e le gru a cavalletto potevano raggiungere le lance di salvataggio dall'altra parte della nave, a condizione che nessuno dei fumaioli ostruisse la strada. Questo progetto consentiva di ammainare tutte le lance di salvataggio, anche se la nave avesse raggiunto uno sbandamento laterale tale da impedire l'ammaino delle lance sul lato opposto. Molte di queste gru furono poste accanto ai fumaioli, vanificando tale funzione. La nave era dotata di 48 lance di salvataggio disposte su entrambi i lati; di esse due palischermi da 7,92 m e 46 da 10,36 m, tra queste ultime, due erano dotate di motore e apparati radio ricetrasmittenti, lance in grado di imbarcare almeno 75 persone ciascuna, pertanto 3 600 persone potevano essere trasportate dalle lance di salvataggio, più del numero massimo di persone che la nave poteva trasportare; tale progetto venne adottato dopo i fatti del Titanic, dotato soltanto di 20 lance, che erano in grado di caricare solo 1 178 persone contro le quasi 3 400 che la nave poteva ospitare e che salvarono solo 705 delle circa 2 200 persone presenti a bordo durante l'inabissamento (si noti che una dotazione di scialuppe così esigua su una nave così grande, negli anni 1910, non violava nessuna delle regolamentazioni in vigore, che imponevano solo un numero minimo di lance e non erano state adattate in funzione delle dimensioni sempre più grandi delle navi).

## Storia

### Costruzione

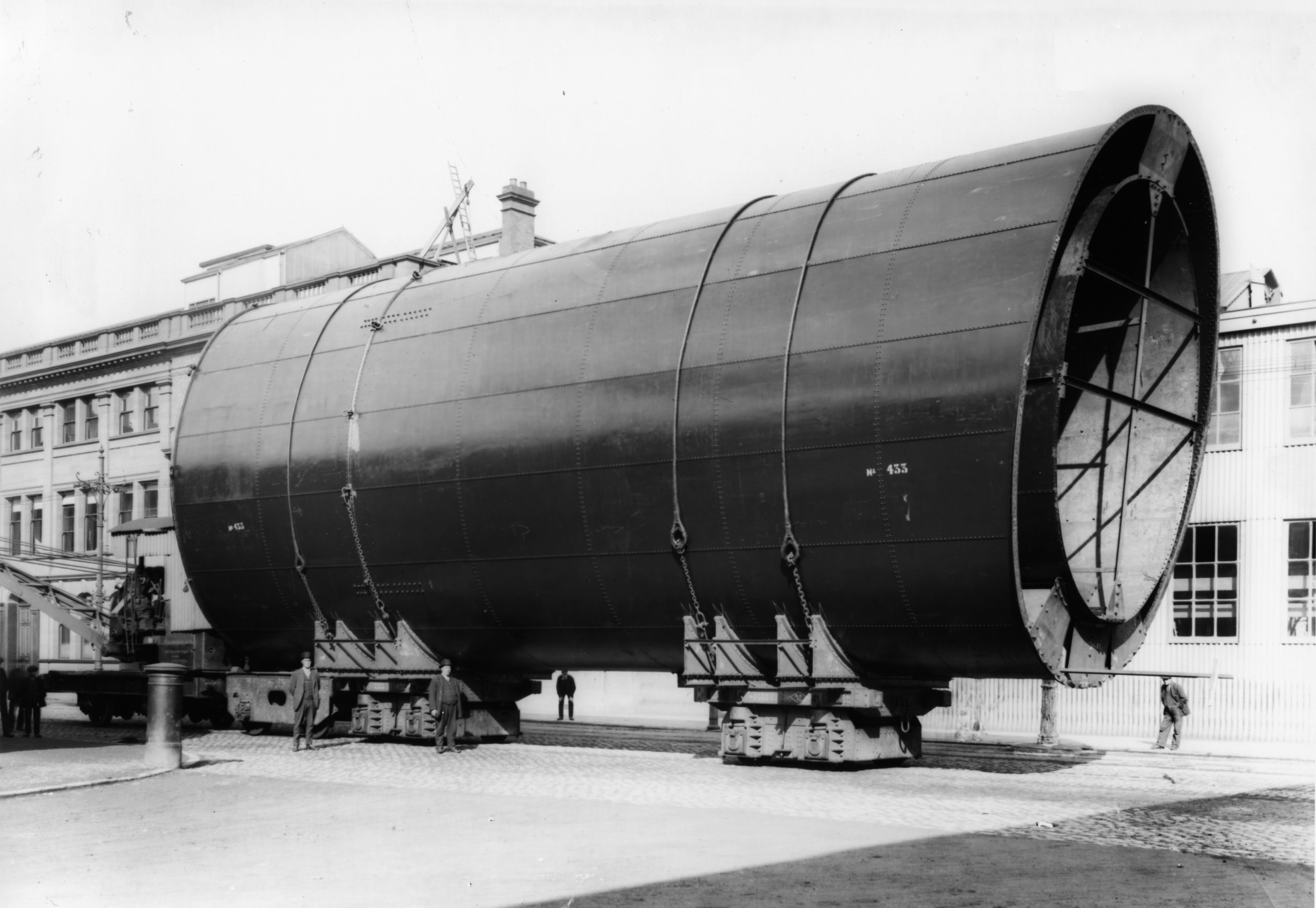
Uno dei fumaioli del Britannic mentre viene trasportato ai cantieri Harland & Wolff

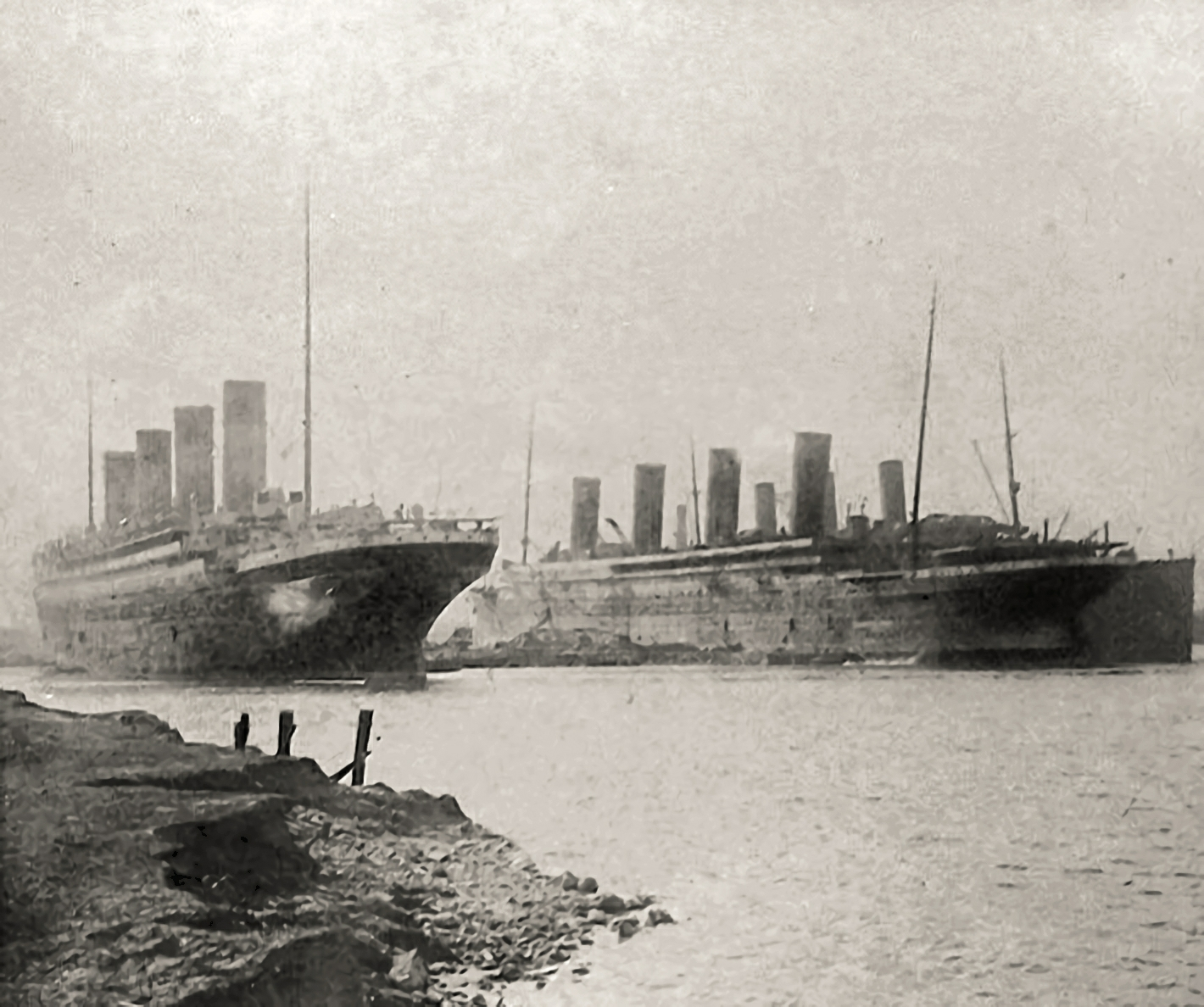
Il Britannic (a destra) durante l'allestimento a Belfast a fianco dell'Olympic

La chiglia del Britannic fu impostata il 30 novembre 1911 presso il cantiere navale Harland & Wolff di Belfast, sul bacino di costruzione occupato precedentemente dall'Olympic, tredici mesi dopo il varo di quest'ultima. La consegna della nave era prevista per l'inizio del 1914. A causa dei miglioramenti introdotti a seguito del disastro del Titanic, il Britannic non fu varato fino al 26 febbraio 1914. Numerosi discorsi furono tenuti davanti alla stampa e fu organizzata una cena in onore del varo. L'allestimento iniziò successivamente. La nave entrò nel bacino di costruzione a settembre e furono installate le eliche.
Nell'agosto 1914, prima che il Britannic potesse essere dichiarato idoneo al servizio e iniziare a viaggiare tra New York e Southampton, iniziò la prima guerra mondiale. Immediatamente, tutti i cantieri navali con contratti con il Ministero della marina ebbero la priorità nell'utilizzo delle materie prime disponibili, pertanto tutti i contratti civili, incluso quello del Britannic, furono rallentati. Le autorità navali requisirono un gran numero di navi e le convertirono in incrociatori mercantili armati o per il trasporto di truppe. L'Ammiragliato pagò alle compagnie l'uso delle loro navi, ma il rischio di perdere unità durante le operazioni navali era alto. I grandi transatlantici non furono presi per uso navale, perché era più facile operare con navi più piccole. L'Olympic tornò a Belfast il 3 novembre 1914, mentre i lavori sul Britannic rallentarono notevolmente.

### Il presunto cambio di nome

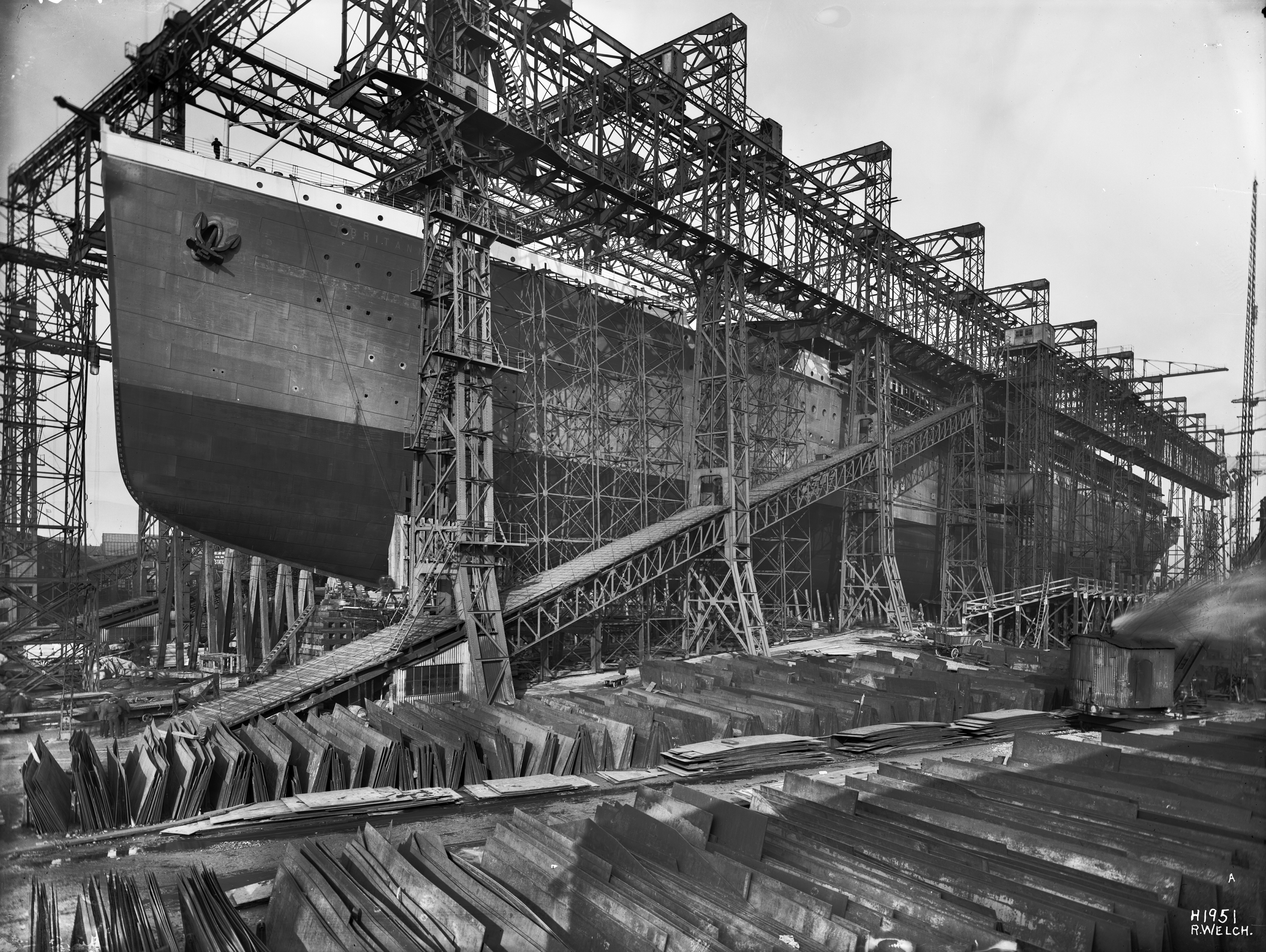
Il portale Arrol sovrasta il Britannic, 21 febbraio 1914

Sebbene la White Star Line e il cantiere Harland and Wolff lo abbiano sempre negato, alcune fonti affermano che la nave, inizialmente, avrebbe dovuto chiamarsi Gigantic. A sostegno di tale affermazione vi è un manifesto della nave con il nome Gigantic sulla parte superiore. Quali ulteriori fonti a supporto vi sono inoltre alcuni giornali statunitensi del novembre 1911 che riportano l'ordine della White Star per il Gigantic, nonché altri quotidiani di tutto il mondo pubblicati sia durante la costruzione, sia subito dopo il naufragio del Titanic.
Lo storico Tom McCluskie ha invece dichiarato, in qualità di responsabile dell'archivio di Harland and Wolff, di non aver "mai trovato alcun riferimento ufficiale all'uso o alla proposta di battezzare col nome ‘Gigantic’ la terza delle navi della classe Olympic". Alcune modifiche scritte a mano furono aggiunte al registro degli ordini e datate gennaio 1912 ma esse riguardavano solo la larghezza della nave e non il suo nome.

### Requisizione
La necessità di aumentare la stazza divenne critica man mano che le operazioni navali si estendevano al Mediterraneo orientale. Nel maggio del 1915, il Britannic completò le prove dei suoi motori e fu preparato per l'entrata di emergenza in servizio con un preavviso di appena quattro settimane. Lo stesso mese vide anche la prima grande perdita di un transatlantico civile, quando il RMS Lusitania della Cunard Line fu silurato vicino alla costa irlandese dal sommergibile tedesco U-20.
Il mese seguente, l'Ammiragliato decise di utilizzare le navi passeggeri recentemente requisite come imbarcazioni per il trasporto di truppe nella campagna di Gallipoli. I primi transatlantici a navigare in tale ruolo furono il RMS Mauretania e l'RMS Aquitania della Cunard. Poiché gli sbarchi di Gallipoli si rivelarono disastrosi e le vittime aumentarono, divenne evidente la necessità di grandi navi ospedaliere per il trattamento e l'evacuazione dei feriti. L'Aquitania fu trasferita al servizio ospedaliero in agosto (il suo posto come trasporto di truppe sarebbe stato assunto dall'Olympic a settembre). Il 13 novembre 1915, il Britannic fu requisito come nave ospedale dal suo deposito a Belfast.
Ridipinto in bianco con grandi croci rosse e una striscia verde orizzontale, il transatlantico fu ribattezzato HMHS (His Majesty's Hospital Ship) Britannic e posto agli ordini del comandante Charles Alfred Bartlett (1868–1945). All'interno furono installati 3 309 posti letto e diverse sale operatorie. Le aree comuni dei ponti superiori furono trasformate in stanze per i feriti. Le cabine del ponte B erano usate per ospitare i medici. La sala da pranzo di prima classe e la sala di ricevimento di prima classe sul ponte D furono trasformate in sale operatorie. Il ponte inferiore veniva utilizzato per accogliere i feriti lievi. L'attrezzatura medica venne installata il 12 dicembre 1915.

### Primo servizio
Una volta dichiarato idoneo al servizio il 12 dicembre 1915 a Liverpool, al Britannic fu assegnato una componente sanitaria composta da 101 infermieri, 336 sottufficiali e 52 ufficiali e un equipaggio di 675 persone. Il direttore di macchina era Robert Flemming e il medico di bordo (direttore sanitario) era John C. H. Beaumont. Entrambi erano abituati alle navi della classe Olympic poiché entrambi avevano prestato servizio sull'Olympic. Il 23 dicembre lasciò Liverpool per unirsi al porto di Moudros sull'isola di Lemno nel Mar Egeo per riportare indietro soldati malati e feriti. Si unì a diverse navi sulla stessa rotta, tra cui la Mauretania e l'Aquitania e la sorella Olympic. Alle quattro navi si unì poco dopo lo Statendam. Si fermò a Napoli prima di continuare verso Moudros per rifornire la sua scorta di carbone. Al ritorno, trascorse quattro settimane come ospedale galleggiante al largo dell'isola di Wight.
Il terzo viaggio fu dal 20 marzo 1916 al 4 aprile. I Dardanelli erano stati evacuati a gennaio. Il 6 giugno 1916 il Britannic venne rimosso dal servizio militare e tornò a Belfast per essere nuovamente convertito in nave passeggeri transatlantica. Il governo britannico pagò alla White Star Line 75 000 £ per la trasformazione, che però venne interrotta dalla requisizione della nave per scopi militari.

### Ritorno al servizio ospedaliero
L'Ammiragliato requisì il Britannic per servire quale nave ospedale due mesi dopo, il 26 agosto 1916, e la nave tornò nel Mar Mediterraneo per un quarto viaggio il 24 settembre di quell'anno. Il 29 settembre, mentre si recava a Napoli, incontrò una violenta tempesta da cui uscì incolume. Partì il 9 ottobre per Southampton e poi fece un quinto viaggio, che fu contrassegnato da una quarantena dell'equipaggio quando la nave arrivò a Moudros a causa di malattie di origine alimentare.
La vita a bordo della nave seguiva una routine precisa. Alle 6:00 del mattino, i pazienti venivano svegliati e i locali venivano ripuliti. La colazione veniva servita alle 6:30, quindi il comandante ispezionava la nave. Il pranzo veniva servito alle 12:30 e il tè alle 16:30. I pazienti effettuavano i trattamenti medici tra i pasti e coloro che desideravano andare a fare una passeggiata potevano farlo. Alle 20:30, i pazienti andavano a letto e il comandante faceva un altro giro d'ispezione. C'erano inoltre classi mediche disponibili per addestrare le infermiere.

### Ultimo viaggio

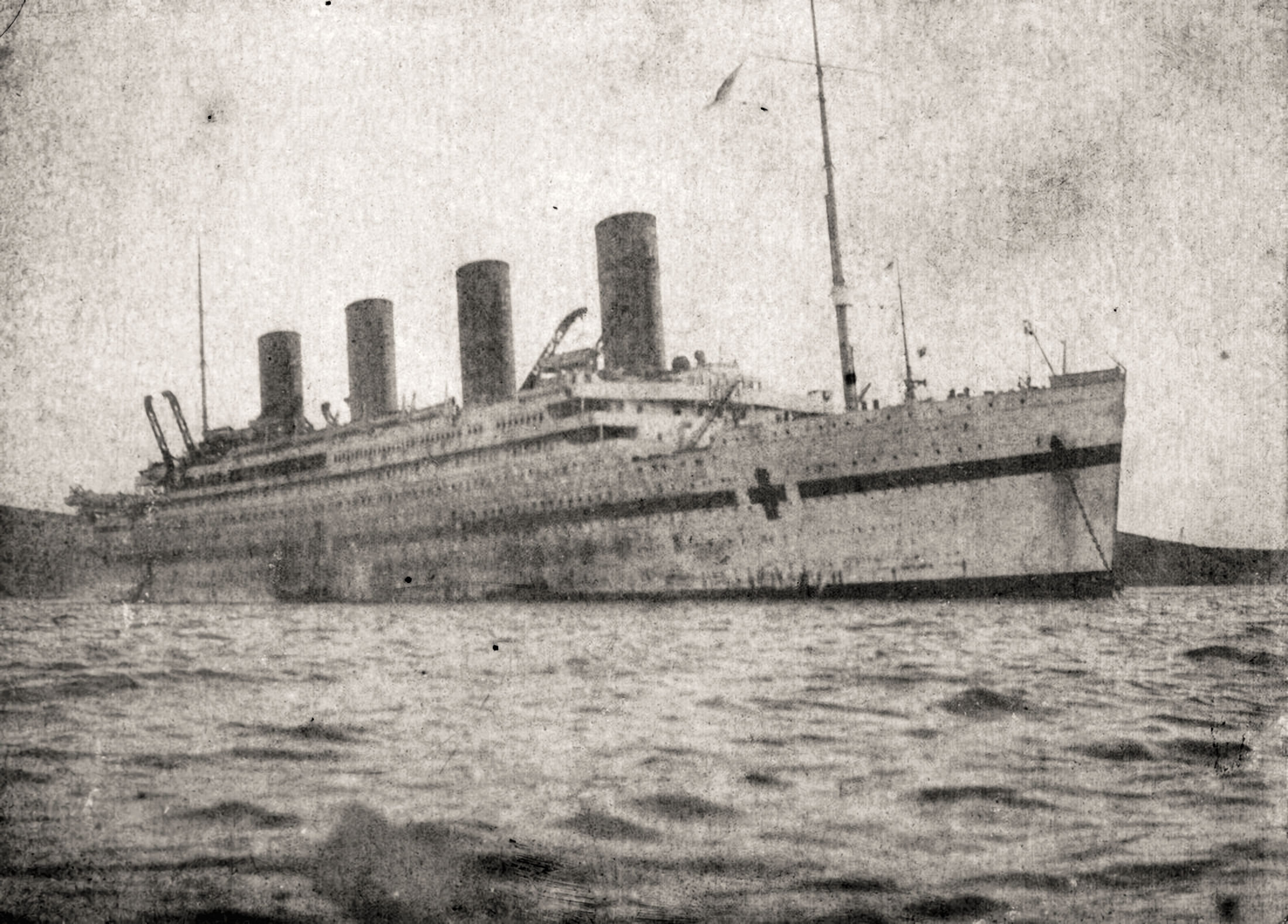
Il Britannic a Moudros nel 1916, durante la prima guerra mondiale

Dopo aver completato cinque viaggi di successo nel teatro mediorientale e rientrato nel Regno Unito trasportando malati e feriti, il 12 novembre 1916 il Britannic partì da Southampton per Lemno, il suo sesto viaggio nel Mediterraneo. Il Britannic passò per Gibilterra verso mezzanotte del 15 novembre e arrivò a Napoli la mattina del 17 novembre per la sua solita sosta di rifornimento idrico e di carbone, completando la prima fase della sua missione.
Una tempesta tenne la nave a Napoli fino a domenica 19 pomeriggio, quando il comandante Bartlett decise di approfittare di una breve pausa nel maltempo per continuare. Il maltempo ricominciò proprio quando il Britannic lasciò il porto. La mattina dopo, i temporali cessarono e la nave attraversò lo stretto di Messina senza problemi. Capo Matapan fu doppiato nelle prime ore del 21 novembre. Al mattino, il Britannic stava navigando a tutta velocità nel canale di Ceo, tra Capo Sunio (il punto più meridionale dell'Attica, la prefettura che include Atene) e l'isola di Ceo.
A bordo c'erano 1 066 persone: 673 membri dell'equipaggio, 315 Royal Army Medical Corps (RAMC), 77 infermiere e il comandante.

#### Affondamento
Alle 08:12 del 21 novembre 1916, una forte esplosione scosse la nave. La causa, un siluro di un sommergibile nemico o una mina, non era certa. In seguito sarebbe stato rivelato che delle mine furono disposte nel canale di Ceo il 21 ottobre 1916 dallo SM U-73 agli ordini del tenente di vascello Gustav Sieß. La reazione nella sala da pranzo fu immediata; i medici e le infermiere partirono all'istante per i loro posti, ma non tutti reagirono allo stesso modo, poiché a poppa il potere dell'esplosione fu meno sentito e molti pensavano che la nave avesse colpito una barca più piccola. In quel momento il comandante Bartlett e il primo ufficiale Hume erano in plancia e la gravità della situazione fu presto evidente. L'esplosione avvenne sul lato di dritta, tra le caldaie 2 e 3. La forza dell'esplosione danneggiò la paratia stagna tra la stiva 1 e il gavone di prua. I primi quattro scomparti a tenuta stagna si riempirono rapidamente di acqua, il carruggetto dei fuochisti che collegava gli alloggiamenti dei fuochisti a prua con il locale caldaia 6 era gravemente danneggiato, e l'acqua scorreva in quel locale caldaia.
Bartlett ordinò la chiusura delle porte stagne, inviò un segnale di soccorso e ordinò all'equipaggio di preparare le lance di salvataggio. Un segnale SOS fu immediatamente inviato e fu ricevuto da diverse altre navi nell'area, tra cui l'HMS Scourge e l'HMS Heroic, ma il Britannic non sentì alcuna risposta. Bartlett e l'operatore radio della nave non sapevano che la forza della prima esplosione aveva fatto saltare i fili dell'antenna tra gli alberi della nave. Ciò significava che, sebbene la nave potesse ancora inviare trasmissioni via radio, non poteva più riceverle.
Insieme alla porta a tenuta stagna danneggiata del carruggetto dei fuochisti, la porta a tenuta stagna tra i locali delle caldaie 6 e 5 non riuscì a chiudersi correttamente. L'acqua scorreva più a poppa nel locale caldaia 5. Il Britannic aveva raggiunto il suo limite di allagamento. Poteva rimanere a galla con i suoi primi sei scomparti a tenuta stagna inondati. C'erano cinque paratie stagne che salivano fino al ponte B. Tali misure erano state prese dopo il disastro del Titanic (il Titanic poteva galleggiare con solo i suoi primi quattro scomparti allagati). La successiva paratia, tra i locali caldaia 5 e 4, non aveva la porta danneggiata e ciò avrebbe dovuto garantire la sopravvivenza della nave. C'erano tuttavia oblò aperti lungo i ponti inferiori anteriori, che si inclinarono sott'acqua a pochi minuti dall'esplosione. Le infermiere avevano aperto la maggior parte di quegli oblò per ventilare i reparti, contro ordini permanenti. Continuando ad affondare, l'acqua raggiunse questo livello e iniziò a entrare a poppa dalla paratia tra i locali caldaia 5 e 4. Con più di sei scomparti allagati, il Britannic non poteva galleggiare.

#### Evacuazione
Sul ponte, il comandante Bartlett stava già considerando gli sforzi per salvare la nave, nonostante le sue condizioni sempre più disastrose. Solo due minuti dopo l'esplosione, i locali delle caldaie 5 e 6 dovevano essere evacuati. In circa dieci minuti, il Britannic era all'incirca nelle stesse condizioni in cui il Titanic si trovava un'ora dopo la collisione con l'iceberg. Quindici minuti dopo che la nave fu colpita, gli oblò aperti sul ponte erano sott'acqua. Con l'acqua che entrava anche nella sezione di poppa della nave dalla paratia tra i locali delle caldaie 4 e 5, il Britannic sviluppò rapidamente un serio sbandamento a dritta a causa del peso dell'acqua che penetrava irruentemente da quel lato. Con le coste dell'isola greca Ceo a dritta, Bartlett diede l'ordine di condurre la nave verso l'isola nel tentativo di arenare la nave. L'effetto dell'inclinazione a dritta della nave e il peso del timone rendevano difficili i tentativi di farla navigare con la propria potenza, e gli attuatori furono messi fuori gioco dall'esplosione, impedendo la rotazione del timone. Il comandante ordinò che l'albero dell'asse di sinistra fosse portato a una velocità superiore rispetto a quello del lato di dritta, il che aiutò la nave a spostarsi verso l'isola.
Allo stesso tempo, il personale ospedaliero si preparò all'evacuazione. Bartlett aveva dato l'ordine di preparare le lance di salvataggio, ma non permise che fossero calate in acqua. Tutti portarono con sé i propri beni più preziosi prima dell'abbandono nave. Il cappellano di bordo recuperò la sua Bibbia. I pochi pazienti e le infermiere a bordo furono riuniti. Il maggiore Harold Priestley raccolse i suoi distaccamenti dal Royal Army Medical Corps a poppa del ponte A e ispezionò le cabine per assicurarsi che nessuno fosse lasciato indietro.
Mentre Bartlett continuava la sua disperata manovra, la nave si inclinò sempre di più. Gli altri membri dell'equipaggio iniziarono a temere che l'inclinazione diventasse troppo grande, e così decisero di mettere a mare la prima lancia di salvataggio senza aspettare l'ordine di farlo. Bartlett decise quindi di fermare la nave e il suo motore. Prima che potesse farlo, due lance di salvataggio furono messe in acqua sul lato di sinistra. L'elica ancora parzialmente affiorata risucchiò le due lance di salvataggio al suo interno, tagliandole, insieme ai loro passeggeri. Alla fine Bartlett riuscì a fermare le eliche prima che potessero risucchiare un'altra lancia di salvataggio.

#### Momenti finali
Alle 08:45, lo sbandamento era tale che persino le gru erano ormai inutilizzabili. A questo punto, Bartlett concluse che la velocità con cui il Britannic stava affondando era rallentata, quindi fermò l'evacuazione e ordinò ai motori di riavviarsi nella speranza che potesse ancora essere in grado di arenare la nave. Alle 09:00 Bartlett fu informato che il tasso di inondazione era aumentato a causa del movimento in avanti della nave e che l'inondazione aveva raggiunto il ponte D. Rendendosi conto che ora non c'era speranza di raggiungere la terra in tempo, Bartlett diede l'ordine finale di fermare i motori ed emise due lunghi colpi di fischio, il segnale di abbandonare la nave. Quando l'acqua aveva già raggiunto il ponte, lui e l'assistente comandante Dyke scesero sul ponte ed entrarono nell'acqua, nuotando verso una barca pieghevole da cui continuarono a coordinare le operazioni di salvataggio.
Il Britannic si girò sul lato di dritta e i fumaioli collassarono ad uno ad uno mentre affondava rapidamente. Quando la poppa fu fuori dall'acqua, la prua si era già schiantata sul fondo del mare, provocando gravi danni strutturali, prima di scivolare completamente sotto le onde alle 09:07. Violet Jessop (una delle sopravvissute al disastro della nave gemella Titanic, che era presente anche sull'altra nave gemella Olympic quando si scontrò con l'HMS Hawke) descrisse gli ultimi secondi:
"Abbassò un po' la testa, poi un po' più in basso e ancora più in basso. Tutti i macchinari del ponte caddero in mare come i giocattoli di un bambino. Poi fece un tuffo spaventoso, la sua poppa si sollevò centinaia di piedi in aria fino a quando con un ruggito finale, scomparve nelle profondità, il rumore del suo risuonare nell'acqua con violenza non sognata…"
Erano le 09:07, solo 55 minuti dopo l'esplosione. Il Britannic fu la più grande nave persa durante la prima guerra mondiale; dopo la sua scomparsa, l'Olympic rimase l'unica nave della sua classe.

#### Salvataggio dei passeggeri
Rispetto al Titanic, il salvataggio dei passeggeri del Britannic è stato facilitato da tre fattori: la temperatura era più alta (21 °C rispetto a -2 °C del Titanic), più lance di salvataggio erano disponibili (furono utilizzate 35 lance rispetto alle 20 del Titanic) e l'aiuto fu più vicino (arrivò meno di due ore dopo la prima chiamata di soccorso, contro le tre ore e mezzo che il Carpathia impiegò nel venire in soccorso al Titanic).
I primi ad arrivare sulla scena furono i pescatori di Ceo sui loro caicchi, che raccolsero molti uomini dall'acqua. Alle 10:00, l'HMS Scourge avvistò le prime lance di salvataggio e dieci minuti dopo si fermò e raccolse 339 sopravvissuti. Il piroscafo a vapore armato HMS Heroic era arrivato qualche minuto prima e ne aveva raccolti 494. Circa 150 erano arrivati a Korissia, Ceo, dove i medici e le infermiere britannici sopravvissuti stavano cercando di salvare i feriti, usando grembiuli e pezzi di cinture di salvataggio per fare le medicazioni. Una piccola e spoglia banchina del porto fungeva da sala operatoria.
Lo Scourge e l'Heroic non avevano spazio sul ponte per altri sopravvissuti e partirono per il Pireo segnalando la presenza di quelli rimasti a Korissia. L'HMS Foxhound arrivò alle 11:45 e, dopo aver setacciato l'area, si ancorò nel porticciolo alle 13:00 per offrire assistenza medica e prendere a bordo i rimanenti sopravvissuti. Alle 14:00 arrivò l'incrociatore leggero HMS Foresight. Il Foxhound  partì per il Pireo alle 14:15 mentre il Foresight rimase per organizzare la sepoltura su Ceo del sergente William Sharpe del RAMC, morto per le ferite subite. Altri due uomini morirono sull'Heroic e uno sul rimorchiatore francese Goliath. I tre furono sepolti con onori militari nel Cimitero navale e consolare del Pireo. L'ultimo morto fu G. Honeycott, che morì all'ospedale russo al Pireo poco dopo i funerali.
In totale, 1 035 persone sono sopravvissute al naufragio. Trenta uomini persero la vita nel disastro ma solo cinque furono sepolti; altri non sono stati recuperati e sono onorati nei memoriali di Salonicco (il Mikra Memorial) e di Londra. Altri 38 uomini sono rimasti feriti (18 membri dell'equipaggio, 20 RAMC). I sopravvissuti furono sistemati nelle navi da guerra ancorate nel porto del Pireo mentre infermieri e ufficiali furono ospitati in hotel separati a Phaleron. Molti cittadini e funzionari greci hanno partecipato ai funerali. I sopravvissuti furono rimandati a casa e pochi arrivarono nel Regno Unito prima di Natale.
Nel novembre 2006, il ricercatore britannico Michail Michailakis scoprì che una delle 45 tombe non identificate nel New British Cemetery nella città di Ermopoli sull'isola di Siro conteneva i resti di un soldato raccolto dalla chiesa di Agia Trias a Livadi (l'antico nome di Korissia). Lo storico marittimo Simon Mills ha contattato la Commonwealth War Graves Commission. Ulteriori ricerche hanno stabilito che questo soldato era una vittima britannica e che i suoi resti erano stati registrati nell'ottobre del 1919 come appartenenti a un certo "caporale Stevens". Quando i resti furono spostati nel nuovo cimitero di Siro nel giugno del 1921, si scoprì che non c'erano documenti relativi a questo nome con la perdita della nave e che la tomba fu registrata come non identificata. Mills fornì la prova che quest'uomo avrebbe potuto essere il sergente Sharpe e il caso è stato preso in considerazione dal personale di servizio e dall'Agenzia dei veterani. È stata eretta una nuova lapide per Sharpe e il CWGC ha aggiornato la propria banca dati.

## Relitto

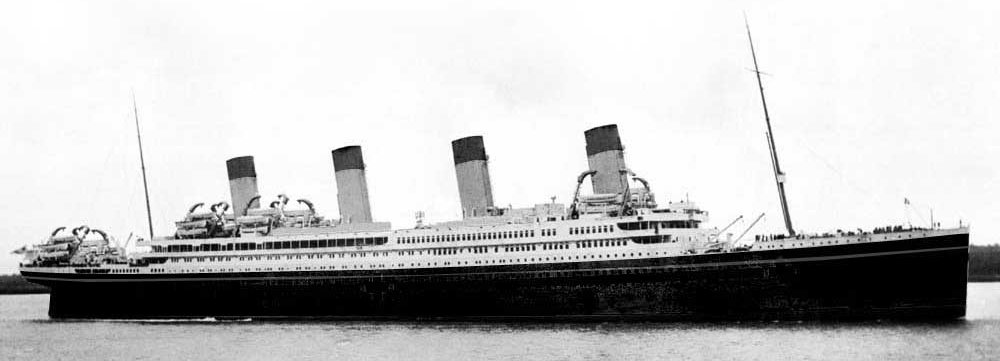
Il Britannic in un fotomontaggio che lo rappresenta come sarebbe stato con la livrea della White Star Line, ossia come nave passeggeri

Il relitto del Britannic si trova a 37°42′05″N 24°17′02″E a circa 400 piedi (120 m) di profondità. Fu scoperto il 3 dicembre 1975 da Jacques Cousteau, che lo esplorò. Durante le riprese del documentario Alla ricerca del Britannic del 1976, Cousteau portò con sé a bordo della nave Calypso la signora Sheila Macbeth Mitchell, infermiera volontaria sulla nave, sopravvissuta all'affondamento. In quell'occasione Cousteau entrò per la prima volta nel relitto con i suoi sommozzatori ed espresse l'opinione che la nave fosse stata affondata da un solo siluro, basando la sua ipotesi sui danni visibili alle lamiere.

## IlBritannicnell'immaginario collettivo

### Film
L'affondamento della nave è al centro di un film televisivo del 2000 intitolato Britannic con Edward Atterton, Amanda Ryan, Jacqueline Bisset e John Rhys-Davies. La pellicola è un racconto di fantasia che esplora la teoria secondo la quale un agente tedesco avrebbe sabotato la nave, che trasportava segretamente munizioni.

### Videogiochi
Il 19 giugno 2020 Vintage Digital Revival LLC, la stessa azienda che è al lavoro su Titanic: Honor and Glory, pubblica su Steam un videogioco simulativo gemello, Britannic: Patroness of the Mediterranean, contenente una simulazione realistica del Britannic e del suo affondamento. Il videogioco è già compatibile con la VR, con le periferiche di Steam ed è completo in ogni sua parte.

## Galleria d'immagini

Cartoline del Britannic
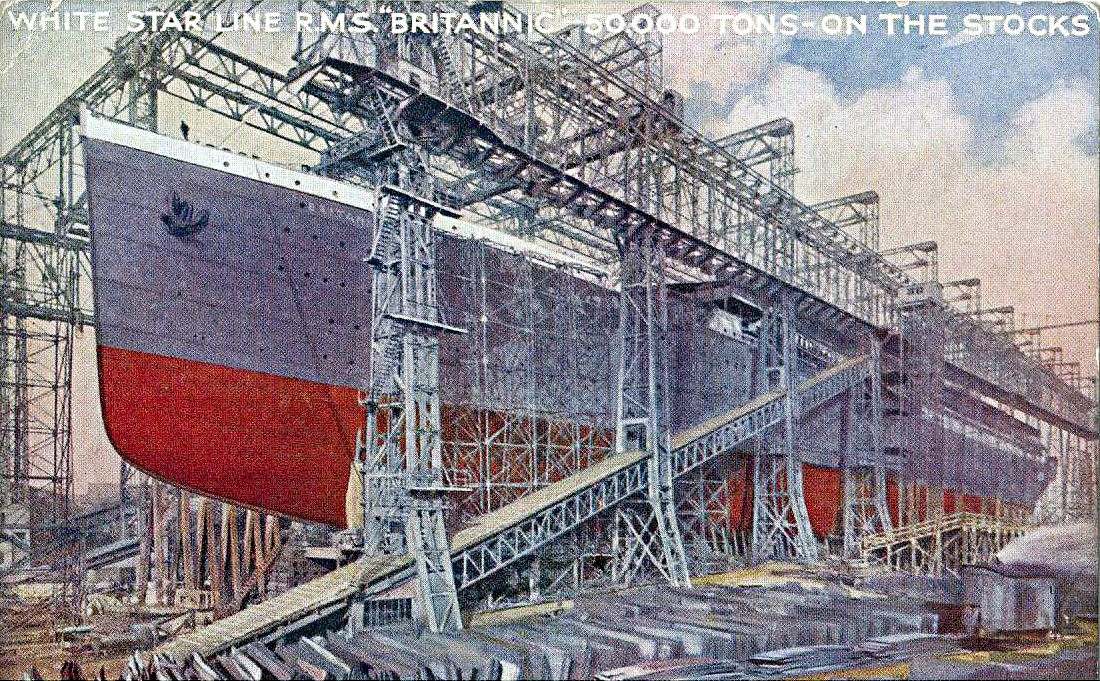
Il Britannic nel cantiere navale prima del varo
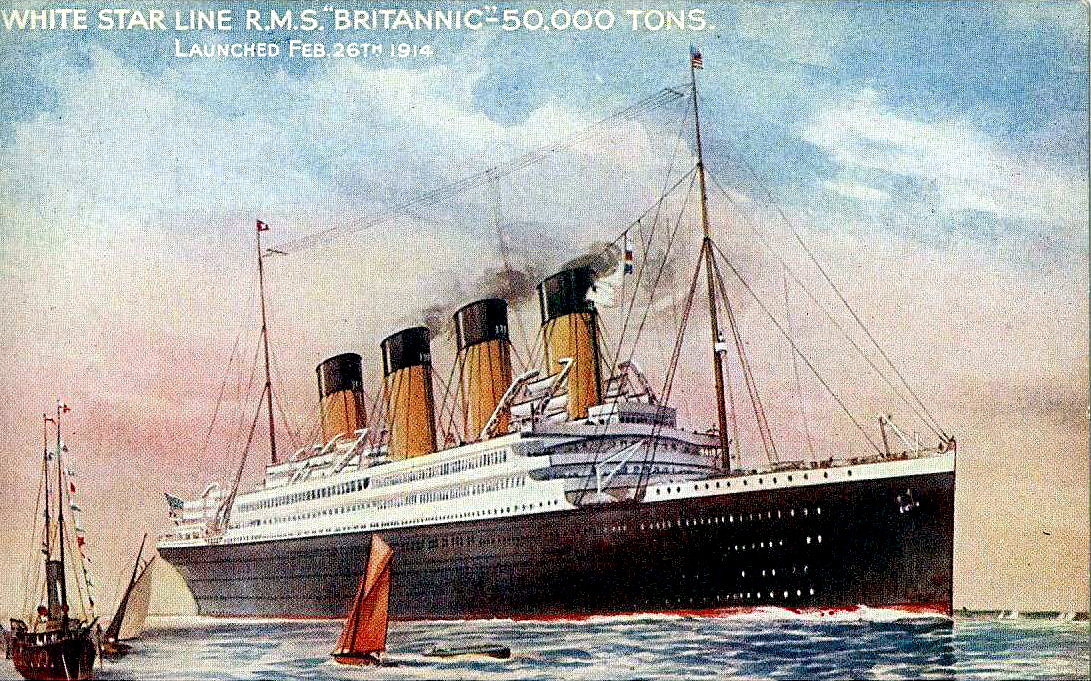
Il Britannic in mare con la livrea tipica della White Star Line originariamente programmata
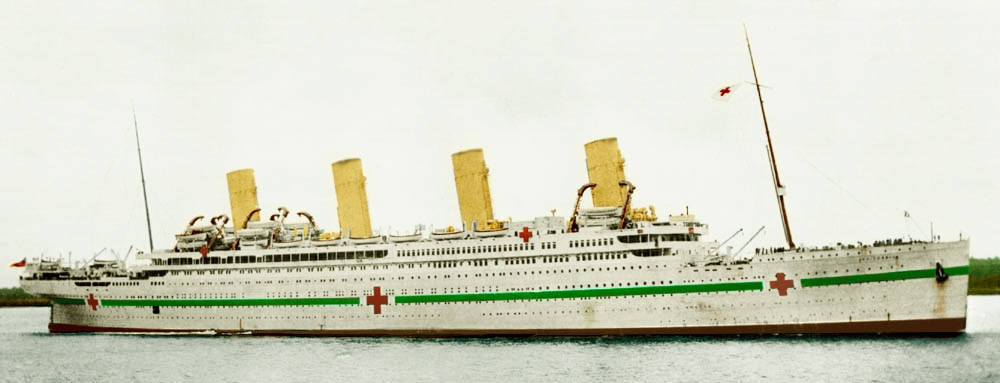
Foto ricolorata con la livrea utilizzata dal Britannic come nave ospedale